# Ribellione di Túpac Amaru II
La ribellione di Túpac Amaru II (1780 – 1782 circa) fu una rivolta di contadini indigeni e meticci con supporto creolo, guidata da cacicchi indigeni contro i beneficiari delle riforme borboniche nel Vicereame spagnolo del Perù. Altre cause erano una diffusa crisi economica e una rinascita dell'identità Inca incarnata da Túpac Amaru II, un cacicco nativo e il capo della ribellione. Mentre Túpac Amaru II fu catturato e giustiziato nel 1781, la ribellione continuò per almeno un altro anno sotto altri capi.

## Sfondo
Il governo del Regno di Spagna, nel tentativo di snellire il funzionamento del suo impero coloniale, iniziò a introdurre quelle che divennero note come le Riforme borboniche in tutto il Sud America. Nel 1776, nell'ambito di queste riforme, creò il Vicereame del Río de la Plata separando l'Alto Perù (odierna Bolivia) e il territorio che oggi è l'Argentina dal Vicereame del Perù. Questi territori includevano le miniere d'argento economicamente importanti di Potosí, i cui benefici economici iniziarono a fluire verso Buenos Aires a est, invece che a Cusco e Lima a ovest. Il disagio economico introdotto parti dall'Altiplano in combinazione con l'oppressione sistematica di indiani e meticci considerati classi inferiori (una fonte ricorrente di rivolte localizzate in tutto il territorio coloniale spagnolo del Sud America) per creare un ambiente in cui poteva verificarsi una rivolta su larga scala.
Nel 1778 la Spagna aumentò le tasse sulle vendite (conosciute come alcabala) su beni come rum e pulque (le comuni bevande alcoliche dei contadini e della gente comune) mentre inaspriva il resto del suo sistema fiscale nelle colonie, in parte per finanziare la sua partecipazione alla guerra rivoluzionaria americana. José Gabriel Condorcanqui, un indiano di classe superiore con pretese di stirpe reale Inca, adottò il nome Túpac Amaru II (allusione a Túpac Amaru, l'ultimo imperatore Inca), e nel 1780 invocò la ribellione. Affermò di agire per conto del re di Spagna, imponendo l'autorità reale sull'amministrazione coloniale corrotta e infida. Fu motivato in parte dalla lettura di una profezia secondo la quale gli Inca avrebbero governato di nuovo con il sostegno britannico, e potrebbe essere stato a conoscenza della ribellione coloniale britannica in Nord America e del coinvolgimento spagnolo nella guerra. Inoltre, la crescita dell'estrazione mineraria come fonte di reddito coloniale fu causata in gran parte dall'aumento del carico imposto ai lavoratori indigeni che costituivano la base del lavoro utilizzato per estrarre l'argento, portando a un aumento dei disordini.

## Ribellione vicino a Cusco
Il 4 novembre 1780, dopo una festa a Tungasuca, dove Túpac era cacico, egli e i suoi sostenitori sequestrarono Antonio Arriaga, il corregidor della sua città natale di Tinta. Lo costrinsero a scrivere lettere al suo tesoriere chiedendo denaro e armi e ad altri potenti individui e kuraka ordinando loro di radunarsi a Tungasuca. Il 10 novembre, sei giorni dopo la sua cattura, Arriaga fu giustiziato davanti a migliaia di indiani, meticci e creoli (locali di origine prevalentemente spagnola). Dopo l'assassinio di Arriaga, Túpac fece un proclama citando diverse richieste esplicite relative alle questioni indigene. Queste includevano la fine del sistema di lavoro rotazionale e la limitazione del potere del corregidor e quindi l'amplificazione del proprio potere come cacique. Allo stesso tempo, cercò la creazione di una nuova audiencia a Cusco. Túpac iniziò a spostarsi per la campagna, dove ottenne sostegno, principalmente dalle classi indiane e meticce, ma anche da alcuni creoli. Il 17 novembre arrivò alla città di Sangarará, dove le autorità spagnole di Cusco e dell'area circostante avevano radunato una forza di circa 604 spagnoli e 700 indiani. L'esercito di Túpac, che era cresciuto fino a diverse migliaia, sconfisse questa forza il giorno successivo, distruggendo la chiesa locale dove si era rifugiato un certo numero di persone. Túpac si voltò quindi a sud, contro il consiglio di sua moglie Micaela Bastidas e dei suoi subalterni, che lo esortarono ad attaccare Cusco prima che il governo potesse mobilitarsi. Micaela Bastidas fu una forza fondamentale nella ribellione di Túpac Amaru ed è spesso trascurata. Bastidas era nota per aver guidato una rivolta nella regione di San Felipe de Tungasucsa. Le comunità indigene si schierarono spesso con i ribelli e le milizie locali opposero poca resistenza. Non passò molto tempo prima che le forze di Túpac prendessero il controllo di quasi l'intero altopiano peruviano meridionale.
L'amministratore coloniale spagnolo José Antonio de Areche agì in risposta alla rivolta di Túpac, spostando le truppe da Lima fino a Cartagena. Tupac Amaru nel 1780 iniziò a guidare una rivolta di indigeni, ma l'esercito spagnolo si dimostrò troppo forte per il suo esercito di 40 000-60 000 seguaci. Dopo essere stati respinti dalla capitale dell'impero Inca, i ribelli marciano per il paese raccogliendo forze per tentare di contrattaccare. Le truppe di Lima furono strumentali nell'aiutare a respingere l'assedio di Cusco da parte di Túpac dal 28 dicembre 1780 al 10 gennaio 1781. A seguito di questi fallimenti, la sua coalizione di disparati malcontenti iniziò a sfaldarsi, con i Criollo di casta superiore che lo abbandonarono prima per ricongiungersi alle forze lealiste. Ulteriori sconfitte e offerte spagnole di amnistia per i disertori ribelli accelerarono il crollo delle forze di Túpac. Alla fine di febbraio 1781, le autorità spagnole iniziarono a prendere il sopravvento. Un esercito lealista, per lo più indigeno composto traa 15 000 e 17 000 soldati guidati da Jose del Valle, fece circondare l'esercito ribelle meno numeroso dal 23 marzo. Un tentativo di fuga il 5 aprile fu respinto e Túpac e la sua famiglia furono traditi e catturati il giorno successivo insieme al capo del battaglione Tomasa Tito Condemayta, che era l'unica nobile indigena che sarebbe stata giustiziata insieme a Túpac. Dopo essere stato torturato, il 15 maggio Túpac venne condannato a morte e il 18 maggio fu costretto ad assistere all'esecuzione di sua moglie e di uno dei suoi figli prima di essere squartato. I quattro cavalli che correvano in direzioni opposte non riuscirono a strappargli gli arti e così Túpac fu decapitato.

## Dopo la morte di Túpac
La cattura e l'esecuzione di Túpac Amaru non posero fine alla ribellione. Al suo posto, i suoi parenti sopravvissuti, vale a dire suo cugino Diego Cristóbal Túpac Amaru, continuarono la guerra, sebbene usando tattiche di guerriglia, e trasferirono il punto focale della ribellione sugli altopiani del Collao intorno al lago Titicaca. La guerra fu continuata anche dalla comandante di Túpac Katari di nome Bartola Sisa. Sisa guidò una resistenza di 2 000 soldati per un certo numero di mesi fino a quando non furono infine abbattuti dall'esercito spagnolo. Gli sforzi del governo per distruggere la ribellione furono frustrati, tra le altre cose, da un alto tasso di diserzione, da gente del posto ostile, da tattiche di terra bruciata, dall'inizio dell'inverno e dall'altitudine della regione (la maggior parte delle truppe proveniva dalle pianure e aveva difficoltà ad adattarsi all'aria rarefatta povera di ossigeno). Un esercito guidato da Diego Cristóbal occupò la città strategicamente importante di Puno, il 7 maggio 1781, e la utilizzò come base da cui lanciare attacchi in tutto l'Alto Perù. Cristóbal avrebbe tenuto la città e gran parte del territorio circostante fino a quando l'aumento delle perdite e la diminuzione del supporto lo convinsero ad accettare un'amnistia generale dal viceré Agustín de Jáuregui. Un trattato preliminare e uno scambio di prigionieri furono condotti il 12 dicembre e le forze di Cristóbal si arresero formalmente il 26 gennaio 1782. Sebbene alcuni ribelli continuassero a resistere, il peggio era passato. Gli ultimi resti organizzati della ribellione sarebbero stati sconfitti nel maggio 1782, anche se la violenza sporadica continuò per molti mesi.
Diego, sua madre e molti dei suoi alleati sarebbero stati comunque arrestati e giustiziati dalle autorità spagnole a Cusco il 19 luglio 1783 con il pretesto che avevano violato gli accordi di pace.
Durante la ribellione, specialmente dopo la morte di Túpac Amaru II, i non indiani furono sistematicamente uccisi dai ribelli.
Molti dei capi che combatterono nella ribellione, dopo la morte di Túpac Amaru, furono scoperti essere donne (32 su 73) e furono successivamente riconosciuti dal liberatore dell'America spagnola, Simón Bolívar nel suo discorso nel 1820.

## Le donne nella rivoluzione
Per tutta la metà del 1700, le donne ebbero un ruolo mutevole in tutta l'America Latina. Cominciarono a farsi coinvolgere politicamente, economicamente e culturalmente. Avevano iniziato a essere coinvolte nella forza lavoro, in particolare nella produzione di tessuti di cotone e nel lavoro come commercianti nei mercati. A causa di questi crescenti cambiamenti di ruolo di genere, le donne furono coinvolte nella rivolta di Túpac Amaru II. La moglie di Túpac, Micaela Bastidas, aveva comandato il proprio battaglione e lei, e il suo battaglione, erano stati responsabili della rivolta nella regione di San Felipe de Tungasucan. Micaela Bastidas e Bartola Sisa presero parte a manifestazioni contro i prezzi elevati, le reti di distribuzione del cibo, il trattamento razzista dei nativi, le tasse elevate e l'inasprimento delle restrizioni sulle colonie.  Sebbene le donne fossero coinvolte nella rivoluzione e avessero un ruolo molto attivo in tutti i loro villaggi che avevano portato all'indipendenza in tutta la regione, avevano ricevuto poca attenzione per i loro sforzi.

## Conseguenze
Il bilancio delle vittime finale fu stimato in 100 000 indiani e 10 000-40 000 non indiani.
Il viceré Jáuregui ridusse gli obblighi della mita nel tentativo di alleviare alcune lamentele degli indiani. Nel 1784, il suo successore, Teodoro de Croix, abolì i corregidor e riorganizzò l'amministrazione coloniale intorno a otto intendenti. Nel 1787 fu istituita un'Audiencia a Cusco.
I decreti di Areche successivi all'esecuzione di Túpac Amaru II includevano la messa al bando della lingua quechua, l'uso di abiti indigeni e praticamente qualsiasi menzione o commemorazione della cultura e della storia Inca. I tentativi di Areche di distruggere la cultura Inca, dopo l'esecuzione di Túpac Amaru II, furono confermati da un decreto reale nell'aprile 1782, tuttavia le autorità coloniali non avevano le risorse per far rispettare queste leggi e furono presto in gran parte dimenticate. Ma i dipinti raffiguranti l'Inca furono distrutti e l'istituzione giuridica del cacicco fu abolita, con molti cacicchi sostituiti da amministratori esterni alla località nativa. Ciò minò il potere del governo indigeno nonostante le concessioni del vicereame.